# Vladislavți, Sofia
Vladislavți (în bulgară Владиславци) este un sat în comuna Dragoman, regiunea Sofia,  Bulgaria. 

## Demografie
Componența etnică a satului Vladislavți
     Bulgari (98,33%)
     Nicio identificare (1,66%)
     Altele (0%)
La recensământul din 2011, populația satului Vladislavți era de 60 locuitori. Din punct de vedere etnic, majoritatea locuitorilor (98,33%) erau bulgari. Pentru 1,66% din locuitori nu este cunoscută apartenența etnică.